# قره‌جالی
قره‌جالی (به لاتین: Karadzhaly) یک منطقه مسکونی در جمهوری آذربایجان است که در شهرستان کردامیر واقع شده‌است.